# Alfred Pease (2e baronnet)
Alfred Edward Pease, 2e baronnet (29 juin 1857-27 avril 1939), est un homme politique du Parti libéral britannique qui siège à la Chambre des communes entre 1885 et 1902 et qui est devenu un pionnier de l'Afrique de l'Est britannique, aujourd'hui le Kenya. 

## Jeunesse
Alfred Pease fait partie de la famille des industriels quakers, connue en Grande-Bretagne sous le nom de Darlington Peases. Il est le fils aîné de Joseph Pease et de son épouse Mary Fox. Son frère cadet Jack obtient une pairie et devient 1er baron Gainford. 
Alfred fait ses études à la Grove House School de Tottenham et au Trinity College de Cambridge. 

## Carrière
Il commence sa carrière dans la banque familiale, J. & JW Pease, dont il devient plus tard directeur et associé. Il occupe des postes similaires dans Pease & Partners, dont les intérêts subsidiaires englobent les charbonnages, les mines, les carrières de calcaire, ainsi que des forges. Au cours de ses années, il est directeur général, vice-président (1907) et président (1927) des propriétaires du Middlesbrough Estate. 
De 1885 à 1892, il est l'un des deux députés libéraux élus à York, puis de 1897 à 1902, représente la circonscription de Cleveland du Yorkshire. 
Au cours de ses années au Parlement, il est juge de paix et échevin de la circonscription nord du Yorkshire, lieutenant adjoint de la division de Cleveland, ainsi que nommé à la Lieutenance de la ville de Londres. Il est également fondateur et président de la Cleveland Bay Horse Society. 
Il démissionne pour raison de santé le 21 octobre 1902. La faillite de la banque familiale en 1902 l'amène à partir en Afrique. 

## Afrique

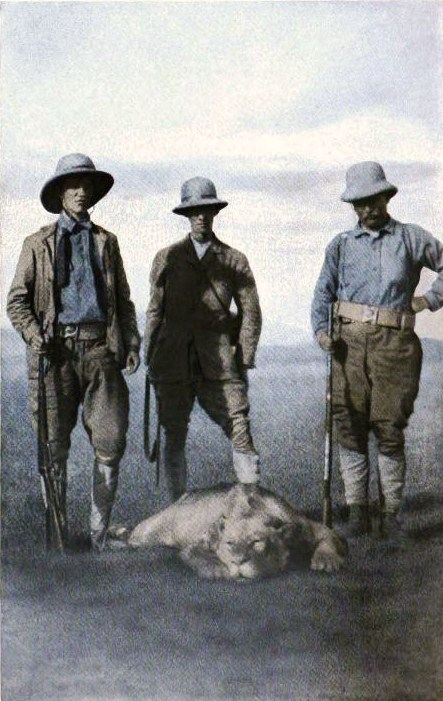
Alfred Pease (centre) en 1909, chassant avec l'ancien président américain Theodore Roosevelt (à droite) et le fils de Roosevelt Kermit.

Entre 1903 et 1905, il exerce les fonctions de magistrat résident à Barberton dans ce qui est alors la colonie Transvaal, et maintenant Mpumalanga, en Afrique du Sud, avant de se déplacer à l'extrémité opposée du continent, pour explorer le Soudan, le Somaliland et le nord du Sahara. Pendant ce temps, il continue à écrire sur ses voyages et ses expériences, une habitude qui avait commencé avec ses Biskra et oasis des Zibans (1893). Il écrit encore : Réminiscences de la chasse (1898), Le Blaireau (1898), Élevage de chevaux pour les agriculteurs (1902), Voyages et sport en Afrique (1902), Rachel Gurney of the Grove (1907), Les journaux intimes d'Edward Pease (1907), Le Livre du Lion (1914) et Mémoire d'Edmund Loder (1922). 
En 1906, il loue plus de 6 000 acres de prairies dans la région des plaines d'Athi en Afrique orientale britannique, au sud-ouest de l'actuelle Nairobi. Là, il fonde un ranch d'autruches et chasse le gibier qui est à l'époque abondant sur les hauts plateaux du Kenya. La propriété Pease, Kitanga, près de Machakos est située à proximité du chemin de fer ougandais, ce qui permet à Alfred d'accueillir un certain nombre de voyageurs célèbres qui chassent pendant la grande époque des safaris. En conséquence, il est mentionné dans de nombreux comptes personnels de la période. 
Theodore Roosevelt, qui a apprécié l'hospitalité de Pease en 1909, avec son fils Kermit, au début de son expédition de renommée mondiale en Afrique, décrit Alfred comme « un cavalier particulièrement bon et l'un des meilleurs coups de feu que j'ai jamais vus ». 
En 1909, il devient l'un des membres fondateurs du Shikar Club formé pour promouvoir l'activité de chasse et de tir au gros gibier. Des spécimens des collections d'animaux d'Alfred peuvent être vus au Musée Dorman. 
Il est décédé à 81 ans en 1939 et son fils aîné, Edward Pease (1880–1963), lui succède comme baronnet. À sa mort, le titre est transmis à son fils aîné issu de son troisième mariage, (Alfred) Vincent Pease (1926-2008), décédé sans descendance. Le titre passe ensuite en 2008 au fils cadet d'Alfred, le fils cadet du troisième mariage, Joseph Gurney Pease, qui devient le 5e baronnet et est actuellement le titulaire du titre.

## Famille
Pease se marie trois fois. En 1880, il épouse sa cousine germaine, Helen Ann Fowler, troisième enfant de Robert Fowler. Le couple a deux fils et une fille. Il se remarie en 1912, avec Laure Marianne Sugnet de Montmagny mais n'ont pas d'enfants. Son dernier mariage, en 1922, est avec Emily Elizabeth Smith et il a deux autres fils et deux filles de plus. 
Le deuxième fils, le capitaine Christopher York Pease est tué au cours de la dernière année de la Première Guerre mondiale, le 9 mai 1918, et est enterré dans l'extension du cimetière communal de Mazingarbe. Un cousin de ce qui allait devenir la branche de Daryngton, le lieutenant Ronald Herbert Pike Pease des Coldstream Guards, a déjà été tué en 1916. Christopher Pease servait dans les Yorkshire Hussars. 
Katherine Routledge est une cousine germaine de Pease, et elle lui rend visite au Kenya en 1904. Plus tard, elle et son mari dirigent l'expédition de Mana sur l'île de Pâques de 1913 à 1915, au cours de laquelle elle effectue des fouilles des monuments de l'île et enregistré l'histoire orale du passé de l'île. Son gendre est le joueur de cricket Walter Medlicott. 